# Eleições presidenciais portuguesas de 1928
As primeiras eleições presidenciais portuguesas, da Ditadura Nacional, tiveram lugar a 25 de Março de 1928.
Depois de instaurada a chamada Ditadura Nacional em 28 de Maio de 1926, eis que, na sequência do decreto de 24 de Fevereiro de 1928, onde se estabeleceu o modelo de eleição presidencial por sufrágio directo, Óscar Carmona foi sufragado no dia 25 de Março com 761 730 votos. Obtinham-se bem mais votos que a totalidade dos que exerceram o sufrágio na última eleição parlamentar da I República em 1925 (407 960), ultrapassando-se inclusive os próprios votantes nas eleições de Sidónio Pais, em 1918 (513 958).
Carmona apareceu assim legitimado pelo voto popular, assumindo-se como o segundo presidente da república portuguesa eleito por sufrágio directo, depois de Sidónio Pais.
Estabeleceu-se, do mesmo modo, uma relação directa entre o autoritarismo e o sufrágio universal.
Conforme expectável, foi eleito para Presidente da República Óscar Carmona, tendo sido proclamado em 15 de Abril desse mesmo ano.

## Resultados
| Candidato               | Candidato               | Partidos Apoiantes      | Votos       | %               |
| ----------------------- | ----------------------- | ----------------------- | ----------- | --------------- |
|                         | Óscar Carmona           | Independente            | 761 730     | 100,00 / 100,00 |
| Votos Inválidos         | Votos Inválidos         | Votos Inválidos         | –           | –               |
| Total                   | Total                   | Total                   | 761 730     | 100,00 / 100,00 |
| Eleitorado/Participação | Eleitorado/Participação | Eleitorado/Participação | –           | –               |
| Fonte:                  | Fonte:                  | Fonte:                  | [ 2 ] [ 3 ] | [ 2 ] [ 3 ]     |

Arquivo Histórico Parlamentar

### Gráfico
| Eleição de 1928 (número de votos) | Eleição de 1928 (número de votos) | Eleição de 1928 (número de votos) | Eleição de 1928 (número de votos) | Eleição de 1928 (número de votos) |
| --------------------------------- | --------------------------------- | --------------------------------- | --------------------------------- | --------------------------------- |
|                                   |                                   |                                   |                                   |                                   |
| Óscar Carmona                     | Óscar Carmona                     |                                   | 761 730                           | 761 730                           |